# Караччоло, Иннико (младший)
Иннико Караччоло младший (итал. Innico Caracciolo iuniore; 9 июля 1642, Мартина-Франка, Неаполитанское королевство — 6 сентября 1730, Рим, Папская область) — итальянский куриальный кардинал, доктор обоих прав. Секретарь Священных Конгрегаций дисциплины монашествующих и апостольской визитации с 10 февраля 1690 по 25 февраля 1697. Епископ Аверсы с 25 февраля 1697 по 6 сентября 1730. Кардинал in pectore с 26 мая по 16 декабря 1715. Кардинал-священник с 16 декабря 1715, с титулом церкви Сан-Томмазо-ин-Парионе с 30 марта 1716 по 6 сентября 1730.